# Christofer Lemchen

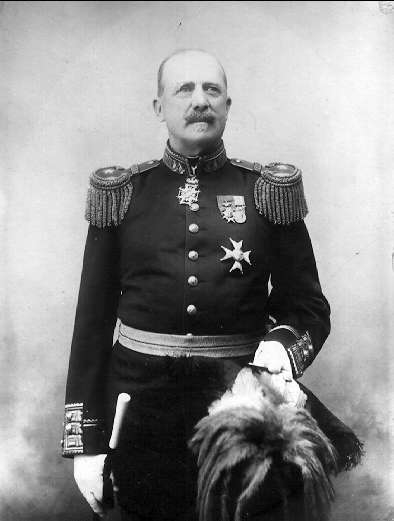
Christofer Lemchen.

Joachim Christofer Lemchen, född den 7 mars 1851 i Värnamo, död den 9 januari 1932 i Mariefred, var en svensk militär. Han var son till Jonas Peter Wilhelm Lemchen samt brorson till Åke och Johan Magnus Lemchen. 
Lemchen blev underlöjtnant vid Jönköpings regemente 1871, major i armén 1895 och vid Västernorrlands regemente 1897, överste 1901 och chef för Karlskrona grenadjärregemente 1902. År 1911 blev han generalmajor och kommendant på Karlsborg samt erhöll avsked 1918. Lemchen inlade stora förtjänster om skjututbildningen inom armén och var 1881–1895 lärare samt 1899–1901 chef för infanteriskjutskolan. Han företog flera utländska studieresor, var ledamot av ett flertal kommissioner rörande gevärs- och skjututbildningsfrågor och var 1903–1921 kunglig majestäts ombud i skytteförbundens överstyrelse. Lemchen invaldes som ledamot av Krigsvetenskapsakademiens andra klass 1892 (av första klassen 1911) och av Örlogsmannasällskapet 1901 (hedersledamot 1911). Han blev riddare av Vasaorden 1891 och av Svärdsorden 1892 samt kommendör av andra klassen av sistnämnda orden 1903 och kommendör av första klassen 1907.